# Municipio de Edgmont
El municipio de Edgmont es un municipio situado en el condado de Delaware, Pensilvania, Estados Unidos. Tiene una población estimada, a mediados de 2023, de 4606 habitantes.
La localidad de Gradyville integra el territorio municipal y es donde están ubicadas las oficinas municipales.

## Geografía
Está ubicado en las coordenadas 39°56′58″N 75°27′47″O / 39.94944, -75.46306 (39.949441, -75.463077).

## Demografía
Según la estimación 2018-2022 de la Oficina del Censo, los ingresos medios de los hogares son de $115,655 y los ingresos medios de las familias son de $158,816. Alrededor del 3.4% de la población está por debajo de la línea de pobreza.